# Atelopus mittermeieri
Espèce
Statut de conservation UICN

 EN A2ce; B1ab(i,ii,v)+2ab(i,ii,v); C2a(i) : En danger
Atelopus mittermeieri est une espèce d'amphibiens de la famille des Bufonidae.

## Répartition
Cette espèce est endémique de la municipalité d'Encino dans le département de Santander en Colombie. Elle se rencontre à environ 2 525 m d'altitude sur le versant Ouest de la cordillère Orientale.

## Description
Les mâles mesurent de 32,99 à 33,36 mm et les femelles de 41,33 à 44,95 mm.

## Étymologie
Cette espèce est nommée en l'honneur de Russell Alan Mittermeier.

## Publication originale
- Acosta-Galvis, Rueda-Almonacid, Velásquez-Álvarez, Sánchez-Pacheco & Peña-Prieto, 2006 : Descubrimiento de una nueva especie de atelopus (bufonidae) para colombia: ¿una luz de esperanza o el ocaso de los sapos arlequines?. Revista de la Academia Colombiana de Ciencias Exactas, Físicas y Naturales, vol. 30, no 115, p. 279-290 (texte intégral).